# Demis Roussos
Artemios (Demis) Ventouris Roussos, (grč. Ντέμης Ρούσος), (Aleksandrija, 15. lipnja 1946. – Atena, 25. siječnja 2015.) bio je poznati grčki pjevač i glazbenik. 

## Životopis
Rođen u Egiptu u Aleksandriji 1946. godine u grčkoj obitelji. Obitelji seli u Grčku 1958. da bi izbjegla nemire koji su izbili sa Sueskom krizom. Ipak tih deset godina koje je Roussos proveo u Egiptu imale su snažan utjecaj na njegov glazbeni život. U Roussosovom glazbenom stilu jasno se osjeća utjecaj arapske glazbe.
Počinje svoju karijeru kao kabaret pjevač da bi prehranio obitelj. U dobi od 17 godina osniva svoj prvi sastav: The Idols. Poslije toga osniva još neke sastave npr: We Five, Aphrodite's Child (1968.) sa Vangelisom. Sa sastavom Aphrodite's Child Roussos ostvaruje i prvi hit. Kada se sastav raspao započinje solo karijeru s pjesmom "We Shall Dance" 1971. s albuma Fire And Ice. Svoje pjesme je izdavao i pjevao na nekoliko jezika što doprinosi njegovoj popularnosti u Njemačkoj, Španjolskoj i zemljama Latinske Amerike. Početkom 80-tih mijenja glazbeni stil i popularnost mu opada. Ipak uspjeva se uspjeti na top liste sa Le Grec, Time i Voice and Vision krajem 80-tih.
Igrom slučaja Roussos je bio 1985. godine na zrakoplovu kojeg su teroristi oteli i aterirali u Beirutu. Drama je trajala pet dana ali bez ozbiljnije opasnosti po Roussos život. 

## Diskografija

### Poznate pjesme
- "No Way out" 1971.
- "We shall dance" 1971.
- "Forever and ever" 1973.
- "My friend the wind" 1973.
- "Good bye my love, good bye" 1973.
- "My only Fascination" 1974.
- "Schönes Mädchen aus Arcadia" 1974.
- "Manuela" 1974.
- "Schön wie Mona Lisa" 1975.
- "Vagabund der Liebe" 1975.
- "Happy to be on an island in the sun" 1975.
- "Die Nacht, die Bouzouki und der Wein" 1976.
- "Komm in den Garten der tausend Melodien" 1976.
- "Sing an ode to love" 1976.
- "When forever has gone" 1976.
- "Kyrila" 1977.
- "Once in a lifetime" 1978.
- "Kinder der ganzen Erde" 1979.
- "Young Love" 1989.

### Albumi (Izbor)
- Fire and Ice 1971.
- Forever and ever 1973.
- Auf Wiedersehn 1973./1974.
- My Only Fascination 1974.
- Souvenirs 1975.
- Happy to be … 1976.
- Man of the World 1979.
- Demis 1982.
- Attitudes 1983.
- Time 1988.
- Voice And Vision 1989.
- Too Many Dreams (na albumu pjeva obradu Cat Stevensove pjesme "Morning Has Broken") 1993.
- Les Inoubliables de Demis Roussos 1995.
- Adagio 2000.
- Auf meinen Wegen 2000.
- Christmas with Demis Roussos 2003.
- Live in Brazil 2006.
- DEMIS 2009.

## Vanjske poveznice
- Službena stranica Demisa Roussosa  Arhivirana inačica izvorne stranice od 28. kolovoza 2019. (Wayback Machine)